# Giorgio Sterchele
Giorgio Sterchele (ur. 8 stycznia 1970 w Schio) – włoski piłkarz, występujący na pozycji bramkarza, mający za sobą bogate doświadczenie ligowe w Serie A i Serie B.

## Początki kariery
Sterchele zaczynał bronić bramki Vicenzy pod koniec lat 80., kiedy jeszcze klub ten występował pod historyczną nazwą Lanerossi Vicenza i grał w Serie C1. Początkowo był jedynie czwartym bramkarzem, jednak już w sezonie 1990/1991 zadebiutował w trzeciej lidze. Pewne miejsce pomiędzy słupkami wywalczył w następnym roku, gdy wyparł ze składu Vincenzo Nunziatę. Od tego momentu nieprzerwanie dzierżył miano pierwszego golkipera Vicenzy, aż do głośnego w całym regionie transferu do AS Roma w lecie 1995 roku, gdy Vicenza awansowała do Serie A.

## Okresrzymski
Po wspomnianym transferze do Romy, Gino początkowo musiał pogodzić się z rolą zmiennika Giovanniego Cervone, jednak już w sezonie 1996/1997 wyparł go ze składu i całą rundę jesienną bronił w Serie A. Niespodziewanie jednak Cervone wrócił do bramki, a na drugą połowę sezonu Sterchele został wypożyczony do Cagliari Calcio. W swoim nowym klubie okazał się bramkarzem lepszym niż znany Szwajcar Marco Pascolo i bronił regularnie do końca sezonu. Niestety, jego postawa nie zdołała uchronić Cagliari przed spadkiem do Serie B. Po powrocie do Rzymu Sterchele napotkał na swej drodze kolejnego konkurenta – legendarnego austriackiego golkipera Michaela Konsela. W owej sytuacji znów zmuszony był udać się na kolejne wypożyczenie, tym razem do FC Bologna. Rozegrał tam cały sezon 1997/1998, sadzając na ławce m.in. znanego z występów w A.C. Milan i AS Roma Francesco Antonioliego. Po powrocie z Bolonii Sterchele nadal nie mógł liczyć na miejsce w podstawowym składzie Romy. Tym razem ratunkiem była już drużyna grające nie w pierwszej lidze, a w Serie B. Co ciekawe, w Ternanie wcale nie zdobył pewnego miejsca między słupkami, broniąc praktycznie na zmianę z Christianem Binim. W kolejnym sezonie znów spotkał na swojej drodze Francesco Antonioliego, tylko że tym razem w Romie. Sytuacja była jednak zgoła odwrotna i obaj bramkarze zamienili się rolami: Antonioli został pierwszym bramkarzem, a Sterchele kolejny sezon musiał spędzić na wypożyczeniu – jak się okazało, już ostatnim. Gino znów trafił do Serie A, do AC Perugia. Z perspektywy czasu można powiedzieć, że na pewno nie był to dobry wybór. De facto Sterchele był tam dopiero trzecim bramkarzem, ustępując pola Andrei Mazzantiniemu i Angelo Pagotto. To jeszcze bardziej zbliżyło byłego bramkarza Vicenzy do definitywnego odejścia z Rzymu. Jego nowym-starym pracodawcą został właśnie klub Vicenza Calcio.

## Powrót do Vicenzy
Sezon 2000/2001 można śmiało nazwać sezonem powrotów. Vicenza wróciła do Serie A, a Giorgio Sterchele wrócił do tegoż klubu. W obliczu braku konkurencji Gino był pewnym punktem swojego zespołu, jednak po raz kolejny nie zdołał uratować swojej drużyny przed spadkiem. Mimo to, estyma jaką cieszy się w Vicenzy pozwoliła mu zatrzymać pozycję pierwszego bramkarza jeszcze przez sezon. Coraz mocniej do bram pierwszej jedenastki klubu pukał jednak Serb Vlada Avramov. W końcu Sterchele ustąpił młodszemu koledze miejsca i trzy kolejne sezony przesiedział na ławce rezerwowych, występując jedynie okazjonalnie. Po odejściu Avramova do Pescary, Gino znów wskoczył do pierwszego składu. Dyspozycja tego doświadczonego bramkarza była jednak daleka od optymalnej, więc przed sezonem 2006/2007 sięgnięto aż po dwóch nowych golkiperów. W rezultacie tego posunięcia, do Vicenzy trafili Matteo Guardalben i Adriano Zancopè. Wszystko wskazywało na to, iż Sterchele odejdzie, lub pozostanie mu siedzenie na trybunach Stadio Romeo Menti, jednak Guardalben wkrótce doznał ciężkiej kontuzji i Gino przez cały sezon jest zmiennikiem Zancopè.